# Thagria caudata
Thagria caudata är en insektsart som beskrevs av Zhang 1994. Thagria caudata ingår i släktet Thagria och familjen dvärgstritar. Inga underarter finns listade i Catalogue of Life.